# 13266 Maiabland
13266 Maiabland este o planetă minoră (asteroid), cu un diametru de 4,608 km, din centura de asteroizi. A fost descoperită pe 17 august 1998 la Magdalena Ridge Observatory⁠(d) de Lincoln Near-Earth Asteroid Research. 
Obiectul prezintă o orbită caracterizată de o semiaxă mare de 2,8630907 UAi, o excentricitate de 0,08, o înclinație de 1,4654 ° în raport cu ecliptica.